# Barbara Beisinghoff
Barbara Beisinghoff (* 14. Juni 1945 in Hermannsburg) ist eine deutsche Grafikerin, bekannt für ihre Farbradierungen, Künstlerbücher, handgeschöpften Wasserzeichen und deren Installation.

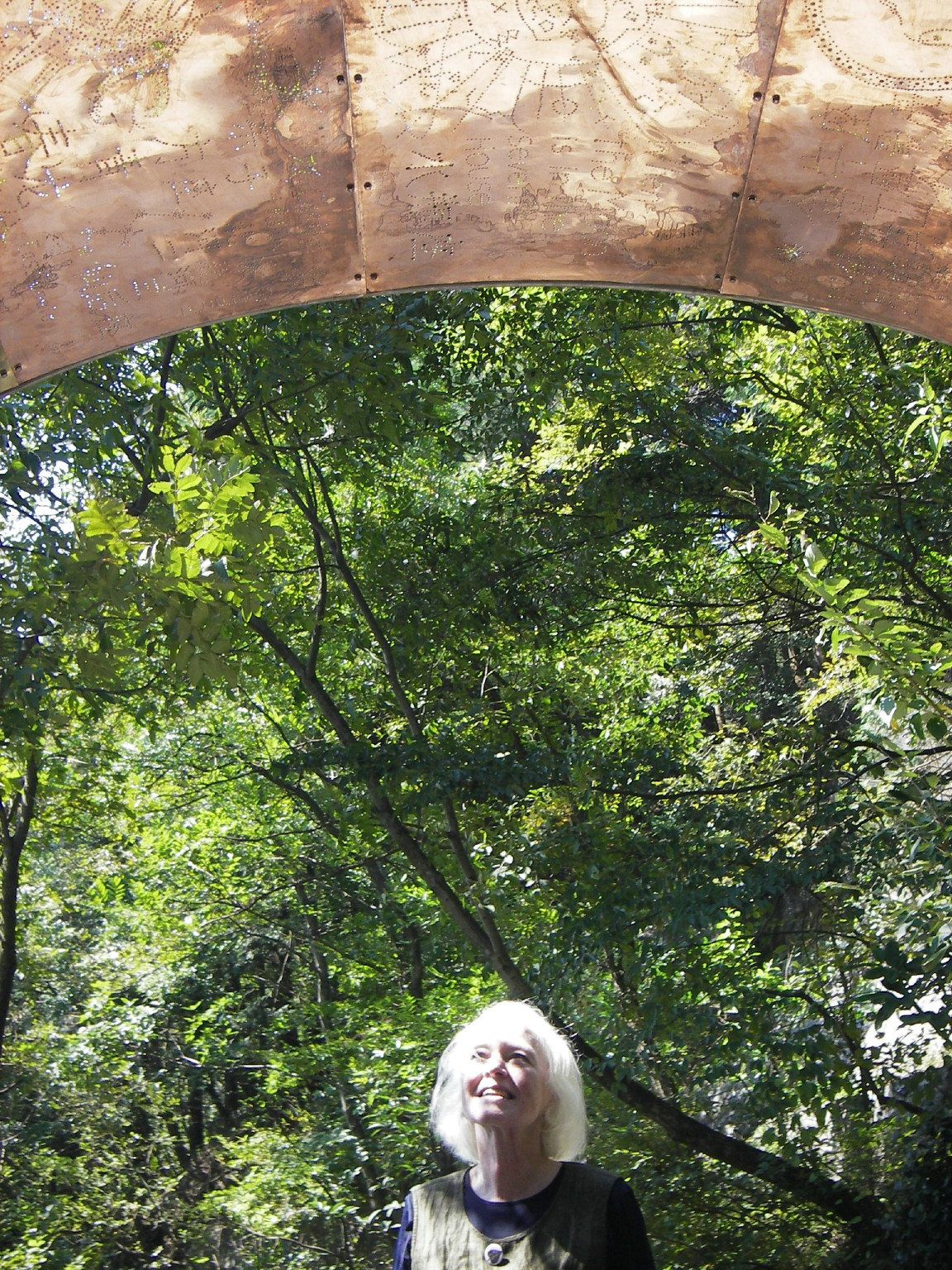
Barbara Beisinghoff unter der Canopy für Li-Bai auf dem Berg Lu Shan

## Leben und Werk
In Hannover lernte Beisinghoff früh die Radierung und studierte Kunsterziehung und Freie Malerei. Als artist-in-residence arbeitete sie in Belgien, Israel, Kanada, USA und China. Beisinghoff gewann „Kunst vor Ort“ 2005 und ätzte „Grundbuchseiten“, Kupferreliefs, die in Dreieich um das Rathaus in der Pflasterung zu sehen sind. Unter Beteiligung von 250 Kindern entstanden 5 Grundbuchseiten. Es entstand je eine Grundbuchseite zu jedem der 5 Stadtteile. Es kommt der Künstlerin auf Durchdringung von Material an. Mit Wasserzeichen und Wasserstrahlzeichnungen durchdringt sie handgeschöpfte Papiere und installiert diese gegen Licht. Oder sie gautscht geschöpfte Worte auf die Rinde von Bäumen auf. Wörtersee nennt sie ihre filigrane Intervention rund um den Goetheteich in Darmstadt. Im Rahmen von Forest Art China „Poetic Forest“ perforierte sie Sternenkarten als Kupferdach gegen Licht „Canopy for Li-Bai“ auf dem Lu Shan, Provinz Jiangxi, China, und 2015 in Dunjiangyan bei Chengdu in Sezuan, China. In der ganzen Welt unterwegs, in Rhoden zu Hause, so findet die Künstlerin Barbara Beisinghoff den Weg vom Gedanken zur Grafik. Und sie lädt ihrerseits Künstlerinnen als artists in residence zu sich ins Atelierhaus Beisinghoff ein.

## Kunstpreise
- 1988 Georg-Christoph-Lichtenberg-Preis für bildende Kunst, Darmstadt-Dieburg
- 1990 Kunstpreis Hameln-Pyrmont
- 1991 Internationaler Senefelder Preis für Lithographie, Offenbach
- 1997 Kulturpreis der Stadt Dreieich
- 1999 Kunstpreis der Heitland Foundation Celle
- 2002 Mainzer Stadtdrucker

## Einzelausstellungen (Auswahl)
- 1986 Studio Kunsthalle Darmstadt; Evangelische Akademie Hofgeismar (Katalog)
- 2000 Deutsches Märchen- und Wesersagenmuseum Bad Oeynhausen
- 2001 Museum Ashdod, Israel
- 2001 Galerie Contemporanea, Trier
- 2002 Kunstverein Passau, St.-Anna-Kapelle
- 2003 Gutenberg-Museum Mainz
- 2003 Deutsches Buch- und Schriftmuseum der Deutschen Nationalbücherei Leipzig
- 2004 Herzog August Bibliothek, Wolfenbüttel, Malerbuchabteilung
- 2007 Freies Deutsches Hochstift, Goethe Museum, Frankfurt
- 2008 Instituto Cultural Peruano Norteamericano ICPNA, Galeria Pardo Heeren, Lima, Peru
- 2009 Galerie Forum Amalienpark, Berlin
- 2014 Barbara Beisinghoff: Das Gesetz des Sterns und die Formel der Blume. Künstlerbücher und Installationen., Museum Bad Arolsen[10]

## Künstlerbücher (Auswahl)
- 2013 Tau Blau, Dew blue[11]
- 2006 Mit Goethe den Farbenkreis durchlaufen, 32 Radierungen, edition Die gläserne Libelle[12]
- 2007 Der Engel ist mein Wasserzeichen, 27 Radierungen und 16 eingesetzte handgeschöpften Wasserzeichen, edition Die gläserne Libelle[13]
- 2008 Himmelansteigende Treppen, 26 Radierungen, (Bettine Brentano an Karoline von Günderode), edition Die gläserne Libelle[14]
- 2009 The Angel is My Watermark (Henry Miller), Radierungen und Wasserzeichen im handgeschöpften Papier, Hrsg. Womens Studio Workshop[15]
- 2005 Farben sah ich, handgeschöpfte Wasserzeichen, (Kassandra, Christa Wolf), edition Die gläserne Libelle
- 2005 Klavierkindheit, Die Finger zur Schnur verflochten, (Das Haus am Alten Pimen, Marina Zwetajewa)
- 2004 Getauchte Zeit (Paul Celan)[16]